# Omorgus amictus
Omorgus amictus là một loài bọ cánh cứng trong họ Trogidae. Nó phân bố ở Úc. Đến năm 2006, nó được xem là thuộc chi Trox.

## Hình ảnh

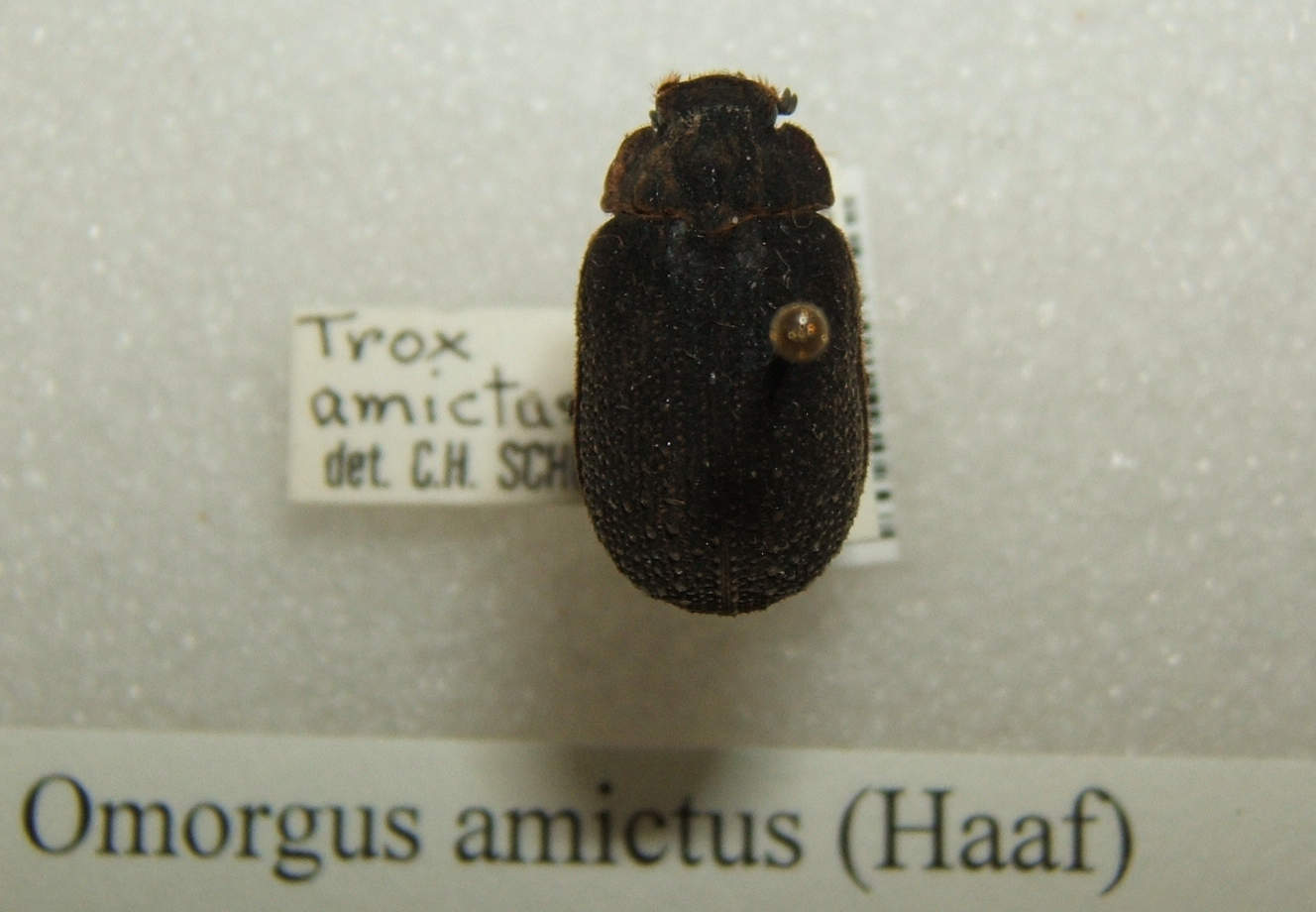